# Polymorphus striatus
Polymorphus striatus es una especie de acantocéfalo del género Polymorphus, familia Polymorphidae. Fue descrita por Goeze en 1782. Se encuentra en Europa y Asia del Norte. Suele ser parásito de Melanitta nigra.